# Super náhradník
Super náhradník (anglicky: She's the Man) je americká romantická komedie, film z roku 2006 režírovaný Andym Fickmanem. Hlavní role hrají Amanda Bynes, Channing Tatum, Laura Ramsey a Emily Perkins. Film se mírně inspiroval hrou Williama Shakespeara, Večer tříkrálový aneb Cokoli chcete.

## Děj
Viola Hastingsová je středoškolačka, která ráda hraje fotbal. Poté, co je její dívčí družstvo zrušeno a její přítel Justin se postará o to, aby nemohla hrát v chlapeckém družstvu, zjistí, že její bratr Sebastian místo nástupu do nové školy odjíždí do Londýna. Přestrojí se za svého bratra a nastoupí do jeho školy místo něj. Viola je přijata do "béčkového" družstva, ale touží po to tom, aby se dostala do "áčkového" družstva. V tom jí pomáhá kapitán "áčkového" družstva Duke, který je Violiným spolubydlícím. Za to, že s ní bude trénovat, mu Viola pomůže získat přízeň Olivie. Olivie by ale raděj chodila se Sebastianem, za kterého se Viola vydává. Viola se ale sama zamiluje do Duka.
Aby nevyšlo najevo, že se Sebastian odjel a Viola se za něj vydává, musí být na matčině dobročinné akci současně jako Viola i Sebastian. Na té se Dukovi představí jako Sebastianova sestra Viola. Duke jí ale jako Sebastianovi oznámí, že před Violou dá přednost Olivii.
Viola je konečně přeřazena do "áčkového" družstva. Mezitím se vrací skutečný Sebastian a v noci přijede do školy. Tam ho potká Olivie, která je celá nadšená, když se jí konečně povede Sebastiana získat. Druhý den musí hrát fotbalový zápas Sebastian, který ale fotbal hrát vůbec neumí. Monique, bývalá přítelkyně Sebastiana, zjistí, že se sourozenci vyměnili, a výměnu nahlásí řediteli školy, který přeruší zápas. V té době je ale na hřišti pravý Sebastian, takže Monique má smůlu. Viola se pak se Sebastianem znovu vymění. Během zápasu se Viola přizná Dukovi, že je opravdu holka a dokáže to. Duke po zápase přemýšlí, zda chce s Violou chodit nebo ne, a dojde k závěru, že ano. Zvlášť, když Olivie stejně začne chodit se Sebastianem.

## Obsazení
| Amanda Bynes                                                      | Viola         |
| James Kirk                                                        | Sebastian     |
| Channing Tatum                                                    | Duke          |
| Laura Ramsey                                                      | Olivia Lennox |
| Vinnie Jones                                                      | Dinklage      |
| David Cross                                                       | Gold          |
| Julie Hagerty                                                     | Daphne        |
| Robert Hoffman                                                    | Justin        |
| Alexandra Breckenridge v titulcích uvedena jako Alex Breckenridge | Monique       |
| Jonathan Sadowski                                                 | Paul          |
| Amanda Crew                                                       | Kia           |
| Jessica Lucas                                                     | Yvonne        |
| Emily Perkins                                                     |               |
| Katie Stuart                                                      |               |
| Katharine Horsman                                                 |               |
| Barbara Kottmeier                                                 |               |
| Brandon Jay McLaren                                               | Toby          |
| Clifton Murray                                                    | Andrew        |
| James Snyder                                                      | Malcolm       |

## Přijetí

### Tržby
Film vydělal 33,7 milionů dolarů v Severní Americe a 23,4 milionů dolarů v ostatních oblastech, celkově tak vydělal 57,1 milionů dolarů po celém světě. Rozpočet filmu činil 20 milionů dolarů. Za první víkend docílil čtvrté nejvyšší návštěvnosti, kdy vydělal 10,7 milionů dolarů.

### Recenze
Na recenzní stránce Rotten Tomatoes získal ze 109 započtených recenzí 43 procent. Na serveru Metacritic snímek získal z 28 recenzí 45 bodů ze sta. Na Česko-Slovenské filmové databázi snímek získal 58 procent.